# 歌川豊国 (2代目)

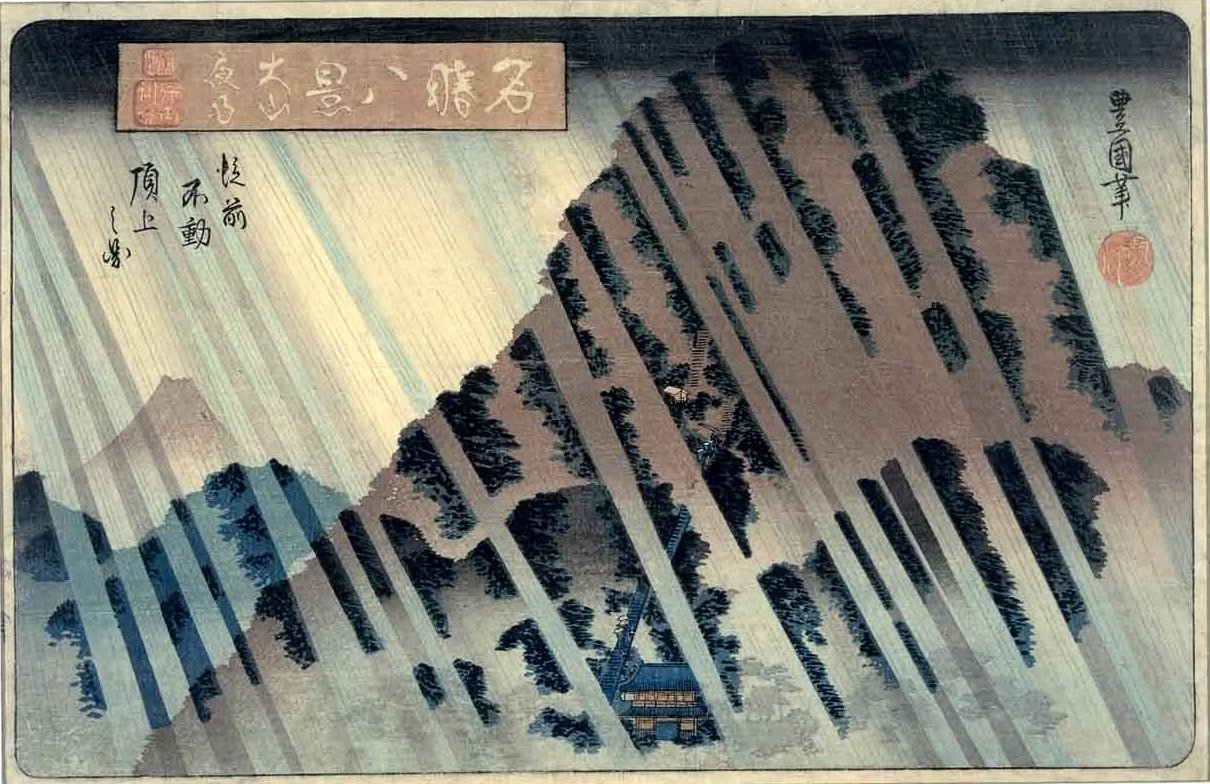
「名勝八景　大山夜雨」　8枚揃の内、二代目豊国画。

二代目 歌川 豊国（うたがわ とよくに、生没年不詳 ）とは、江戸時代の浮世絵師。

## 来歴
初代歌川豊国の門人。名は源蔵、一陽斎（文政11 - 12年）、一暎斎（文政11年頃以降）、後素亭（文政11年頃 - 天保5年）、満穂庵、また一龍斎と号す。文政の初め頃、初代豊国に入門し当初は国重（くにしげ）と称したという。のちに豊重（とよしげ）と名を改め、豊国忰豊重とも称した。文政7年（1824年）以前には初代豊国の養子となり、初代の没後、翌文政8年に二代豊国を襲名する。しかしこの襲名について『名人忌辰録』は「同門不承知」であったと伝えており（「歌川豊国二世」の項、ただしこの豊国とは歌川国貞のこと）、また『狂歌人名辞書』も「一たび豊国の号を継ぎしが物議の為め再び元の国重に復す」とあり、豊重の豊国襲名が当時の歌川派の中で問題になっていたらしいことが窺える。ちなみに弘化元年（1844年）、兄弟子の国貞が豊国の名跡を継いでいるが、なぜか本来は三代目にあたるにもかかわらず、二代目豊国の存在を無視して自らを「二代豊国」と称した。
画業は忠実に師の画風を受け継ぎ、堅実な作風で合巻の挿絵や美人画、役者絵、芝居絵を描いた。文政11年（1828年）頃には本郷春木町に住んだことから、後に二代目歌川豊国を称した国貞と区別するため「本郷豊国」と呼ばれる。天保5年（1834年）頃を境に作品は見られなくなる。『名人忌辰録』によれば豊国襲名が「同門不承知」だったことからついに絵師を廃業し、本郷三丁目で陶器商を営んだという。門人に二代目歌川国重、歌川国盛、歌川国鶴がいる。

## 作品

### 合巻挿絵
- 『傾城水滸伝』　※曲亭馬琴作、文政8年 - 天保6年刊行。初編の挿絵を二代目豊国が担当
- 『笹色猪口暦手』　※柳亭種彦作、文政9年刊行
- 『誂織八丈縮緬』　※山東京山作、文政10年刊行
- 『尾上松緑百物語』　※三代目尾上菊五郎作、文政9年刊行
- 『今昔虚実録』　※桜川慈悲成作、文政14年刊行

### 錦絵
- 「定助実ハ笹野権三・市川団十郎」　大判錦絵　ボストン美術館所蔵　※文政8年正月、江戸中村座『御国入曽我中村』より。「豊国伜豊重画」の落款あり
- 「稲の谷半兵衛・坂東三津五郎」　同上　※「豊国伜豊重画」の落款あり
- 「道具屋与兵衛実ハ田代孫三郎・三枡源之助」　同上　※「一龍斎豊重画」の落款あり
- 「名勝八景」　横大判8枚揃　国立国会図書館所蔵　※天保5年頃
- 「新製錦手猪口」　大判錦絵揃物　日本浮世絵博物館所蔵　※文政7 - 8年
- 「風流東姿十二支」　大判錦絵12枚揃
- 「東名所　芝八景　増上寺晩鐘」　大判錦絵　東京都立図書館所蔵
- 「新製姿見酒盃今様美人合」　大判錦絵　日本浮世絵博物館所蔵
- 「こいな・岩井半四郎」　大判　日本浮世絵博物館所蔵
- 「芸者立姿」　大判　日本浮世絵博物館所蔵
- 「役者花合　坂東秀佳」（三代目坂東三津五郎）　大判　新藤茂所蔵

### 肉筆画
| 作品名                   | 技法     | 形状・員数 | 寸法（縦x横cm） | 所有者                 | 年代                                 | 落款                  | 印章                               | 備考                                                                       |
| ------------------------ | -------- | ---------- | --------------- | ---------------------- | ------------------------------------ | --------------------- | ---------------------------------- | -------------------------------------------------------------------------- |
| 桜下遊女図               | 絹本着色 | 1幅        | 90.7x29.0       | 東京国立博物館         | 文政8年（1825年）-文政13年（1830年） | 「一瑛齋豊國畫」      | 「歌川」朱文方印・「豐國」白文円印 |                                                                            |
| 花魁 女房 芸者           | 絹本着色 |            |                 | 浮世絵太田記念美術館   |                                      |                       |                                    |                                                                            |
| 桜下短冊を結ぶ娘図       | 絹本着色 |            |                 | 浮世絵太田記念美術館   |                                      |                       |                                    |                                                                            |
| 月下芸姑図               | 絹本着色 | 1幅        | 62.0x25.5       | 摘水軒記念文化振興財団 |                                      | 「一瑛斎豊國画」      |                                    |                                                                            |
| 七代目市川團十郎の『暫』 | 絹本着色 | 1幅        | 74.0x31.6       | 奈良県立美術館         | 1829年（文政12年）                   | 「後素亭 歌川豊国畫」 | 「豐國」白文円印                   | 七代目市川團十郎賛「たた先祖のかけ／なるへし 顔見せや／臼とる跡に/糠の月」 |
| 隅田川遊船図             | 絹本着色 |            |                 | プラハ国立美術館所蔵   |                                      |                       |                                    |                                                                            |